# Protaetia kulzeri
Protaetia kulzeri är en skalbaggsart som beskrevs av Schein 1957. Protaetia kulzeri ingår i släktet Protaetia och familjen Cetoniidae. Inga underarter finns listade i Catalogue of Life.